# Jonny Greenwood
Jonathan Richard Guy "Jonny" Greenwood, född 5 november 1971 i Oxford, är en brittisk kompositör och musiker, främst känd som gitarrist i Radiohead. Han är yngre bror till en annan medlem av Radiohead, Colin Greenwood. Känd för sin energiska spelstil och för att vara multiinstrumentalist. Han är kapabel till att spela bland annat gitarr, piano, xylofon, synthesizer, ondes Martenot, viola, klockspel och munspel. 
Han har även gjort sig känd som kompositör av bland annat filmmusik, bland annat till filmerna There Will Be Blood, Vi måste prata om Kevin samt dokumentären Bodysong som fick samma namn som filmen.

## Filmmusik
- 2003 – Bodysong
- 2007 – There Will Be Blood
- 2010 – Norwegian Wood
- 2011 – Vi måste prata om Kevin
- 2012 – The Master
- 2014 – Inherent Vice
- 2017 – Phantom Thread
- 2017 – You Were Never Really Here

## Diskografi
- Se Radioheads diskografi

Album med Shye Ben Tzur
- 2015 – Junun